# Regnellidium
Regnellidium is een geslacht van varens uit de familie Marsileaceae. 
De enige recente soort in dit geslacht, Regnellidium diphyllum, is afkomstig uit Brazilië en Argentinië. Daarnaast is een fossiele varen, gevonden in Krijtafzettingen in de oostelijke Verenigde Staten, in dit geslacht opgenomen als Regnellidium upatoiensis.

## Naamgeving en etymologie
De botanische naam Regnellidium is een eerbetoon aan Anders Fredrik Regnell (1807 –1884), een Zweeds natuurkundige en botanicus.